# Університет Париж III
Університет Париж III Нова Сорбонна — французький державний університет, що спеціалізується на підготовці фахівців у галузі літератури, мов, театрального мистецтва та комунікацій. Заснований у 1970 році на базі факультету літератури Сорбонни в результаті реорганізації Паризького університету.

## Структура
Університет складається з 13 факультетів, Вищої школи перекладачів та Інституту загальної прикладної лінгвістики і фонетики.
Факультети:
- Факультет німецької мови
- Факультет кіномистецтва
- Факультет комунікації
- Факультет дидактики французької мови як іноземної
- Факультет європейських цивілізацій
- Факультет іберійської і латино-американської цивілізацій
- Факультет театрального мистецтва
- Факультет італійської мови
- Факультет прикладних іноземних мов
- Факультет латинської та французької літератури та лінгвістики
- Факультет англо-саксонських цивілізацій
- Факультет східних і арабських цивілізацій
- Факультет загальної літератури

## Знамениті професори
- Предраг Матвійович — хорватський письменник